# Buipe

Buipe är en ort i centrala Ghana, belägen vid floden Mouhoun (även kallad Svarta Volta). Den är huvudort för distriktet Central Gonja, och folkmängden uppgick till 11 653 invånare vid folkräkningen 2010.